# Фервју (Канзас)
Фервју (енгл. Fairview) град је у америчкој савезној држави Канзас.

## Демографија
По попису из 2010. године број становника је 260, што је 11 (-4,1%) становника мање него 2000. године.
| Група             | 2000.       | 2010.       |
| Белци             | 257 (94,8%) | 242 (93,1%) |
| Афроамериканци    | 9 (3,3%)    | 5 (1,9%)    |
| Азијати           | 0 (0,0%)    | 0 (0,0%)    |
| Хиспаноамериканци | 3 (1,1%)    | 2 (0,8%)    |
| Укупно            | 271         | 260         |